# Bob van den Bos
Bob van den Bos (n. 19 decembrie 1947, Haga, Olanda de Sud, Țările de Jos) este un om politic neerlandez, membru al Parlamentului European în perioada 1999-2004 din partea Țărilor de Jos.